# Chattanooga, Tennessee
Chattanooga là thành phố quận lỵ quận Hamilton, là thành phố lớn thứ 4 ở tiểu bang Tennessee, Hoa Kỳ. Thành phố có diện tích km², dân số thời điểm năm 2010 theo điều tra của Cục điều tra dân số Hoa Kỳ là 167.674 người2.
Thành phố nằm ở đông nam bang Tennessee bên hồ Chickamauga và hồ Nickajack, hai hồ thuộc sông Tennessee, Chattanooga có cự ly khoảng 120 dặm (190 km) về phía tây bắc thành phố Atlanta ở tiểu bang Georgia, 120 dặm (190 km) về phía tây nam Knoxville, khoảng 135 dặm (217 km) về phía đông nam Nashville, và 148 dặm (238 km) về phía đông bắc Birmingham, Alabama. Trung tâm của Chattanooga nằm ở khu vực có độ cao khoảng 680 foot (210 m), nằm ở nơi chuyển tiếp giữa phần rặng núi và thung lũng của các núi Appalachia và cao nguyên Cumberland. Do đó thành phố được bao quanh bởi núi và rặng núi.